# Relationer mellan Israel och Sverige
Relationerna mellan Israel och Sverige avser de bilaterala relationerna mellan Israel och Sverige. På officiell nivå var relationerna överlag ganska goda under tiden från staten Israels grundande 1948 och fram till 1960-talets slut.[källa behövs] Under 1970- och 1980-talen försämrades de något i samband med att palestiniernas situation i flyktinglägren uppmärksammades alltmer i Sverige, för att under 1990-talet blivit något bättre i samband med fredsavtalen[källa behövs].
I Sverige arbetar Vänskapsförbundet Sverige–Israel för att upprätta och öka kunskapen om och förståelsen för Israel och på olika sätt stärka de svensk–israeliska vänskapsbanden.

## Före Israels bildande
Under och omedelbart efter andra världskriget kom ett betydande antal judar till Sverige som flyktingar. Dessa utgjordes dels av judar som i mer eller mindre organiserad form flydde från Danmark och Norge, dels av judar från koncentrationsläger som kom med De vita bussarna 1945. Denna svenska närkontakt med offer för de nazityska judeförförelserna och förintelseöverlevare kan ha bidragit till att det efter andra världskriget fanns en stor sympati för det judiska folkets sak i Sverige.
Sverige var 1947 ett av 33 länder som i FN:s generalförsamling röstade för FN:s delningsplan för Palestina.

## 1948–1950
Den sionistiska terroristgruppen Lehis mord på den svenska FN-medlaren Folke Bernadotte 1948 fick till följd att ett svenskt erkännande av staten Israel uppsköts med flera år.
Israeliska polisen undersökte inte mordplasen på flera dagar och vittnen förhördes inte. Svenska regeringen uppdrog därför åt riksåklagare Maths Heuman att utreda mordet.  Det blev känt att flera framtida israeliska politiker, bland andra premiärministern Yitzhak Shamir, var aktivt inblandade i mordet..

## 1950–1967
Sedan svenska regeringen i juli 1950 beslöt att upprätta diplomatiska förbindelser med Israel, vidtog en period med goda relationer mellan länderna.

## 1967–1988
Under Sexdagarskriget 1967 ockuperade Israel resten av tidigare områden kontrollerade av Egypten och Jordanien,, Gaza respektive Västbanken. Sedan Israel trots flera FN-resolutioner vägrade att dra sig tillbaka, skedde under Olof Palmes ledning en omorientering av den svenska politiken. 
I april 1983 kom PLO-ledaren Yassir Arafat till Stockholm  inbjuden av Palme i egenskap av socialdemokratisk partiledare för ett möte med de nordiska socialdemokratiska partiledarna. Besöket orsakade starka protester inte bara från israeliskt håll utan också bland grupper av svenskar och inom den borgerliga oppositionen.
Den mest markerade protesten inträffade i Storkyrkan 13 april när Palme talade om Mellanösternkonflikten, försvarade inbjudan till Arafat men buades ut av grupper av åhörare. Protesterna i Storkyrkan anses enligt en del tidsvittnen ha varit hatiska och på gränsen till våldsamma.
Den 6 december 1988 kom PLO-ledaren Yassir Arafat till Stockholm på inbjudan av Sveriges regering. Efter två dagars överläggning förklarade Yassir Arafat att han skulle börja acceptera staten Israels rätt att finnas och att han fördömde alla former av terrorism.
År 1987 tog Sveriges FN-ambassadör Anders Ferm upp mordet på Folke Bernadotte i FN:s generalförsamling och fördömde den israeliska ockupationen av palestinska områden. 

## 1988–2000

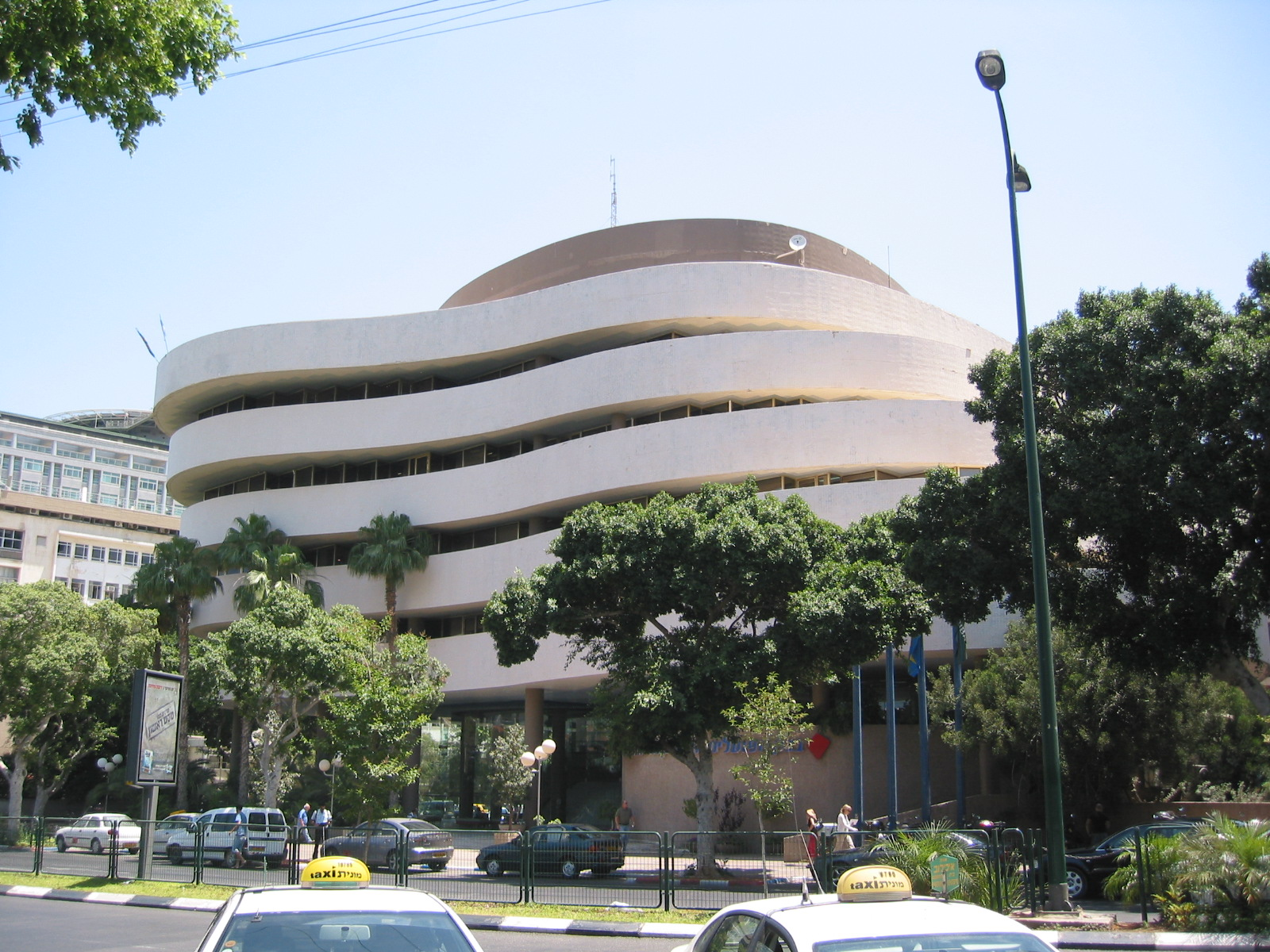
Svenska ambassaden i Tel Aviv.

Den 6 oktober 1999 blev Göran Persson förste svenske statsminister att göra ett officiellt besök till Israel sedan Tage Erlanders besök 1962. Persson for till Israel för att finna en roll åt Sverige i fredsprocessen i Mellanöstern.

## 2000–
Den 16 januari 2004 vandaliserades Snövit och sanningens vansinne, ett konstverk av Dror Feiler, av Israels ambassadör på Historiska museet i Stockholm. Detta utlöste en livlig debatt och en mindre diplomatisk kris mellan länderna.
Den 17 augusti 2009 publicerades på Aftonbladets kultursida en artikel av frilansjournalisten Donald Boström som reste frågan om organstölder utförda på palestinier av israeliska armén (se även organhandel). Artikeln utlöste skarpa reaktioner från Israel som krävde att Sveriges regering skulle ta avstånd från artikeln. Såväl svenska statsministern Fredrik Reinfeldt som utrikesministern Carl Bildt vägrade ingripa, med hänvisning till den svenska pressfriheten. Se vidare Aftonbladet–Israel-kontroversen.